# Car Xuan od Hana
Car Xuan od Hana (91. pr. Kr.–49. pr. Kr.) bio je car Kine iz dinastije Han koji je vladao od 74. pr. Kr. do 49. pr. Kr. 
Xuan je bio praunuk cara Wua. Njegov djed, sin Wua i carice Wei, Liu Ju je bio krunski princ i Wuov nasljednik, ali je 91. pr. Kr. osuđen zbog vračanja protiv cara i prisiljen na samoubojstvo; Xuanov otac Liu Jin (劉進) je tada također umro. Xuan je tada bio dijete i pošteđen mu je život, iako jedva, te je osuđen da ostatak života provede kao običan podanik.
Xuan je nakon kratkotrajne vladavine cara Hea godine 74. pr. Kr. carem ga je proglasio Huo Guang (polubrat Huo Qubinga). Kineski povjesničari ga smatraju izvrsnim i radišnim carem. S obzirom na to da je odrastao kao običan podanik, razumio je patnje svog naroda. Zato je smanjivao poreze, liberalizirao trgovinu i u vladu primao sposobne ministre. Opisuje se kao dobar procjenitelj ljudski karaktera, te je konsolidirao svoj moć ukonivši korumpirane službenike, uključujući obitelj Huo, koja je nakon smrti Wua imala odlučujući utjecaj u državi. Međutim, njegovo pogubljenje cijelog klana Huo je kasnije izazvalo velike kritike povjesničara koji mu predbacuju nezahvalnost prema Huo Guangu. 
Njegova druga supruga je bila carica Huo Chengjun, a treća Wang.
Pod carem Xuanom je Kina napredovala, kako u ekonomskom, tako i u vojnom pogledu. Njegova 25-godišnja vladavina završila je njegovom smrću godine 49. pr. Kr. Naslijedio ga je sin Yuan.